# Euploea aegyptus
Euploea aegyptus är en fjärilsart som beskrevs av Butler 1866. Euploea aegyptus ingår i släktet Euploea och familjen praktfjärilar. Inga underarter finns listade i Catalogue of Life.